# Vito Dell'Aquila
Vito Dell'Aquila (n. 3 noiembrie 2000, Mesagne, Apulia, Italia) este un taekwondist ce a reprezentat Italia, medaliat olimpic. A participat la o ediție a Jocurilor Olimpice (2020) în care a câștigat o medalie de aur.